# Verdalle
Verdalle är en kommun i departementet Tarn i regionen Occitanien i södra Frankrike. Kommunen ligger i kantonen Dourgne som tillhör arrondissementet Castres. År 2022 hade Verdalle 1 026 invånare.

## Befolkningsutveckling
Antalet invånare i kommunen Verdalle
| Referens: INSEE |